# Schronisko na Maryszewskiej
Schronisko KTN im. Zygmunta Klemensiewicza na Maryszewskiej – nieistniejące schronisko turystyczne otwarte w 1937 roku na południowym stoku Wielkiej Maryszewskiej w Czarnohorze. Budynek stał 650 metrów od i 50 metrów poniżej przełęczy.

## Historia
Pierwszym obiektem turystycznym wzniesionym przez Karpackie Towarzystwo Narciarzy, było schronisko w Sławsku poświęcone w 1912 roku. W 1926 Towarzystwo ukończyło budowę skoczni narciarskiej we Lwowie. Zimą 1934/35 rozpoczęto kompletowanie dokumentacji pod budowę nowego schroniska, tym razem w Czarnohorze. Budynek zaprojektowali członkowie Towarzystwa - Karol Kocimski i Lech Neyman, natomiast elewacja była projektu Tadeusza Brzozy. Wstępny kosztorys przewidywał wydatki rzędu 25 000 zł. 10 tys. pochodziło z długoterminowej pożyczki z Funduszu Pracy, dalsze 5 tys. z dotacji Wydziału Turystyki Ministerstwa Komunikacji. O budowie przesądziła uchwała walnego zgromadzenia członków KTN z dnia 12 kwietnia 1934. Dopiero w maju 1934 roku zakupiono dwie morgi (ponad hektar) ziemi na południowym stoku Wielkiej Maryszewskiej. KTN zapłaciło poprzedniemu właścicielowi, Fundacji Skarbkowskiej w Żabiem, 333 zł.
Pod koniec roku ukończone były mury fundamentów i przyziemia, a także budynek gospodarczy. Roboty wznowiono w kwietniu 1935 roku. W lecie gotowy był dach, a jesienią przeprowadzono prace wykończeniowe. Rozpoczęto sprowadzanie wyposażenia. W styczniu 1936 przywieziono żelazne łóżka, pościel oraz zastawę. Sprzęty drewniane wykonano na miejscu. Część sprzętu podarowało Towarzystwo Przyjaciół Huculszczyzny. Już w lutym tego roku schronisko było zagospodarowane na tyle, by móc oferować noclegi. Ostateczny koszt budowy wyniósł 35 000 zł, a więc przekroczył szacunki o 40%.
Oficjalne otwarcie miało jednak miejsce niemal rok później, bo 24 stycznia 1937 roku, a było częścią obchodów 30-lecia istnienia Towarzystwa. Wśród zaproszonych gości był Aleksander Bobkowski, wiceminister komunikacji, a także przedstawiciele organizacji turystycznych i społecznych. Podczas tej samej uroczystości, poświęcenia budynku dokonał o. Cyryl,  dominikanin, a wcześniej członek KTN. Obiektowi nadano imię Zygmunta Klemensiewicza, zasłużonego działacza Towarzystwa.
Już w 1936 roku KTN oddało schronisko pod zarząd leśnikowi inżynierowi Witoldowi Tyskiemu wraz z żoną Zofią (instruktorką narciarską i absolwentką pierwszego w historii Lwowa kobiecego rocznika AWF). Prowadził on, wraz z rodziną, placówkę aż do września 1939 roku. Tyski był także inicjatorem i realizatorem budowy leśnej drogi z Foreszczenki ułatwiającej transport osób i towarów do obiektu. Mimo tego, na Maryszewską nie można było dojechać samochodem. W pierwszym sezonie działania obiektu, z noclegu skorzystano ponad 3 000 razy.
17 lub 18 września 1939 roku, w następstwie agresji ZSRR na Polskę schronisko zostało otoczone przez żołnierzy radzieckich. 
Gospodarza aresztowano, pozostałe osoby wyrzucono, a lokalną ludność zachęcano do wynoszenia sprzętów. W październiku 1943 roku Witolda Tyskiego wraz z żoną zamordował w Żabiem oddział UPA. Cudem uratowała się 11-letnia córka Joanna. W trakcie wojny opustoszałe schronisko niszczało, by pod jej koniec spłonąć.
Stojąca po wojnie na Maryszewskiej koliba spaliła się w 2007 roku.

## Budynek schroniska

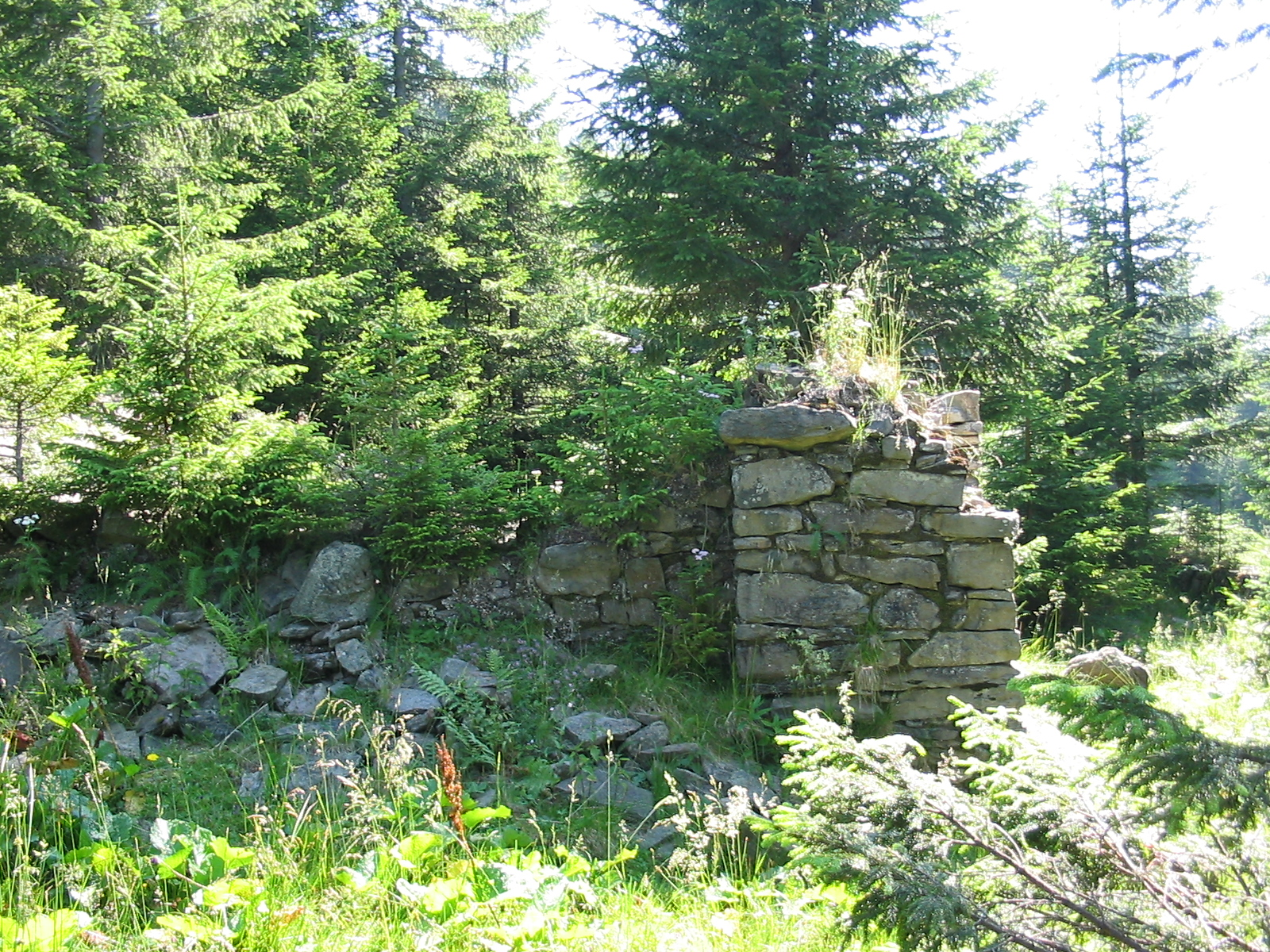
Pozostałości schroniska (2005)

Obiekt na Maryszewskiej miał nietypową budowę. W stosunku do podstawy o wymiarach 13,10 na 10,10 m, był dość wysoki (14,80 m). Wiązało się to z planami rozbudowy schroniska na boki. Drewniano-ceglana konstrukcja wznosiła się na wapienno-cementowym fundamencie i podmurowaniu. By uniknąć niepotrzebnej utraty ciepła, zewnętrzne drzwi i okna były podwójne. Wyposażenie schroniska wykonano w stylu huculskim.
Na parterze znajdowała się jadalnia oraz dwa pokoje noclegowe. Cały budynek otoczony był gankiem. Na pierwszym piętrze mieściło się sześć dalszych sypialni. Kolejne trzy mieściły się na poddaszu. Łącznie w schronisku oferowało 57 łóżek. Na każdym piętrze znajdowała się toaleta, umywalnia, oraz natryski. Wodę doprowadzano wodociągiem grawitacyjnym (źródło wody znajdowało się 230 metrów od schroniska i 30 m powyżej niego). Wodę ogrzewano w bojlerze, wykorzystującym ciepło pieca; założono instalację przeciwpożarową. Ponadto w schronisku działał telefon (połączenie z Worochtą) oraz winda towarowa, dowożąca potrawy z kuchni do jadalni. Oprócz trzech kondygnacji przeznaczonych dla gości, budynek posiadał także poddasze.
Poza głównym obiektem, w skład schroniska wchodziły także dwa budynki gospodarcze. Jeden, pozostały po budowie, zaadaptowano na potrzeby pralni, suszarni i piekarni. W drugim znalazło się miejsce dla stajni, drewutni i pokoju dla pracowników.

### Szlaki turystyczne
Pierwsze w okolicy szlaki turystyczne wyznakowano w latach 1936/37. Były to:
- szlak wieś Foreszczenka - Howerla - schronisko na Maryszewskiej
- szlak wieś Bystrzec - schronisko na Maryszewskiej
- szlak Polana pod Homułem - Gadżyna - Maryszewska

Obecnie, w pobliżu miejsca gdzie stało schronisko, przebiega nieznakowany szlak rozpoczynający się przy drodze z Worochty do turbazy na Zaroślaku. Szlak ten, poprzez Szpyci, dochodzi do głównej grani Czarnohory między Turkułem a Rebrami.